# Radio (canción de Rammstein)
«Radio» es una canción del grupo alemán de metal industrial Rammstein, lanzado el 29 de abril de 2019 como el segundo sencillo de su séptimo título de estudio, que no fue "bautizado" y que, en su defecto, acabó llamándose simplemente RAMMSTEIN. Su anterior trabajo había sido Liebe ist für alle da, publicado en 2009. Fue la segunda pieza en menos de un mes tras el lanzamiento del polémico primer sencillo Deutschland. 
La letra de la canción aborda la situación cultural de la República Democrática Alemana (1949-1990), en la que de manera secreta e ilegal, muchos ciudadanos escuchaban secretamente las estaciones de radio occidentales y su música, consideradas prohibidas por el gobierno de la RDA, como una forma de escapar de las restricciones políticas que se vivieron en el marco de la Guerra Fría y el distanciamiento social, económico y político de las dos Alemanias. 

## Videoclip
El video, casi por completo mostrado en blanco y negro, fue lanzado el 26 de abril de 2019, dos días antes del lanzamiento oficial del sencillo. En algunas emisoras de radio alemanas fue mostrado un día antes. Fue dirigido por Jörn Heitmann.
Se muestra a la banda vestida con esmoquin en una presentación de radio ambientada en los años 1960. La excepción la muestra Oliver Riedel, bajista de Rammstein, que usa un suéter de cuello alto negro y toca descalzo. Durante la parte final, la actuación queda clausurada cuando la policía entra para detenerles. Es entonces cuando se revela que los miembros de la banda son hologramas y, por lo tanto, no se ven afectados por el uso de la fuerza violenta. Las escenas de actuación se intercalan con escenas de ciudadanos obsesionados con sus radios en un grado maníaco, así como disturbios que exigen al gobierno emisoras libres y abiertas, haciéndose eco de los temas líricos de la canción.

## Posición en listas
| Listas (2019)                         | Posición más alta |
| ------------------------------------- | ----------------- |
| Alemania (GfK Entertainment Charts)   | 4                 |
| Austria (Ö3 Austria Top 40)           | 13                |
| Bélgica-Flandes (Ultratop 50 Singles) | 17                |
| Escocia (Official Charts Company)     | 47                |
| Eslovaquia (IFPI)                     | 35                |
| Estados Unidos (Hot Rock Songs)       | 27                |
| Hungría (Mahasz)                      | 4                 |
| Polonia (Lista Przebojów Programu 3)  | 1                 |
| Reino Unido (UK Singles Chart)        | 9                 |
| República Checa (IFPI)                | 29                |
| Suecia (Sverigetopplistan)            | 100               |
| Suiza (Schweizer Hitparade)           | 17                |